# Galianora
Galianora este un gen de păianjeni din familia Salticidae.
Cladograma conform Catalogue of Life:
| Galianora | \| \| Galianora bryicola \| \| \| \| \| \| Galianora sacha \| \| \| \| |
|           | \| \| Galianora bryicola \| \| \| \| \| \| Galianora sacha \| \| \| \| |
|           | Galianora bryicola                                                     |
|           |                                                                        |
|           | Galianora sacha                                                        |
|           |                                                                        |